# 桜色BUMP
桜色BUMP（さくらいろバンプ　副題：Sakura in Pale Rose Bump）は在原竹広著のライトノベル。イラストはGUNPOMが担当している。電撃文庫（メディアワークス）より2003年3月から刊行されている。

## ストーリー
残暑を引きずる十月のある日、高山桜子は学校で話題になっているという『不思議屋』について聞かされる。そのクラスメイトに言われた場所に行き着いた彼女が目にしたのは、『不思議屋さん』と書かれた看板のある怪しげな店と、これに劣らぬ怪しげな店主だった。

## 主な登場人物
高山 桜子（たかやま さくらこ）
本編の主人公。都立旺道高校に通う一年生。『可憐』という言葉を体現するかのような美少女で、男子生徒からの人気が高いが、本人は他人からちやほやされるのを求めるタイプではない。周囲に対しては割りとさばさばとした応対をする。幼い頃に母親を亡くし、父親は失踪している。現在はアパートで一人暮らし。『世界』という料理店でアルバイトしている。イラストではアホ毛が描かれていることが多い。
浅子 悟郎（あさこ ごろう）
桜子のクラスメイト。桜子と違い社交的な性格で、幅広い交友関係を持つ。学校ではバスケットボール部に所属している。桜子にしばしばうざがられるが、実際には彼女と最も近い人物。
不思議屋の主人
怪しげなアンティークショップをかまえる怪しげな男。店では呪術やオカルトに関する品物を扱っているが、中には見た目からすると法外な値段をつけられているようにしか見えないものもある。女子高生が大好きだが男性には冷たく、男性相手だとさらに高い値段をふっかけようとする。店の名からとって『不思議屋』と呼ばれる。桜子と悟郎と会ってからほどなくして怪事件に巻き込まれ、死亡が報じられる。

## 既刊一覧
- 在原竹広（著）・GUNPOM（イラスト）、メディアワークス〈電撃文庫〉、既刊4巻（2005年9月10日現在）
  - 『桜色BUMP シンメトリーの獣』、2003年3月10日発売[1]、ISBN 4-840223289
  - 『桜色BUMPII ビスクドールの夢』、2003年6月10日発売[2]、ISBN 4-840223882
  - 『腐敗の王 SAKURA in Pale Rose Bump III』、2003年11月10日発売[3]、ISBN 4-840225133
  - 『隣人 SAKURA in Pale Rose BumpIV』、2005年9月10日発売[4]、ISBN 4-84023146X